# Emmelsbüll-Horsbüll
Emmelsbüll-Horsbüll (dänisch Embsbøl-Horsbøl, friesisch: Ämesbel-Hoorbel) ist eine Gemeinde an der Nordseeküste im Kreis Nordfriesland in Schleswig-Holstein. Sie entstand 1974 aus dem Zusammenschluss der beiden Gemeinden Emmelsbüll und Horsbüll.

## Geographie

### Geographische Lage
Das Gemeindegebiet erstreckt sich im nördlichen Bereich des Naturraums Schleswig-Holsteinische Marschen und Nordseeinseln (D21) am Nordfriesischen Wattenmeer. Das zur Gemeinde zählende Marschgebiet ist Bestandteil vom Wiedingharder Alter Koog, Emmelsbüller Kleiner Koog und der südwestliche Teil vom Gotteskoog. Das Gemeindegebiet zählt wasserbaulich zum Zuständigkeitsbereich des Deich- und Hauptsielverbands Südwesthörn-Bongsiel und wird durch eine Vielzahl von landeskulturell angelegten Entwässerungsgräben geprägt. Das Schöpfwerk Südwesthörn liegt im südwestlichen Gemeindegebiet im angrenzenden Bereich zum Priel der Norderaue und angrenzenden Wattflächen im Nordfriesischen Wattenmeer.

### Gemeindegliederung
Weite Bereiche der Gemeinde Emmelsbüll-Horsbüll entsprechen dem Siedlungstyp der Streusiedlung. Hauptsiedlungspunkte sind die Ortsteile Emmelsbüll (ein Straßendorf) und die Großwarft (Alt)Horsbüll. Weitere Siedlungen wurden im amtlichen Wohnplatzverzeichnis Schleswig-Holstein 1987 für die Volkszählung in der Bundesrepublik Deutschland 1987 noch verzeichnet.

### Nachbargemeinden
Angrenzende Gemeindegebiete von Emmelsbüll-Horsbüll sind:
|                              | Klanxbüll, Neukirchen                       |         |
| Friedrich-Wilhelm-Lübke-Koog | Kompassrose, die auf Nachbargemeinden zeigt | Niebüll |
|                              | Galmsbüll                                   |         |

### Geologie
Die Marsch im Gemeindegebiet ist durch den bereits am Übergang des Spätmittelalters zur frühen Neuzeit erfolgten Landesausbau bereits fortgeschrittenen Alters. Die seither durchzogene Entwicklung im Zuge eines landeskulturellen Landschaftsausbaus führt heute (bis zu 400 Jahre nach Eindeichung) zur Klassifizierung einer überwiegenden Kleimarsch. Erhebungen in der typischen flachen Schwemmlandschaft sind die, teils in historischer Zeit, errichteten alten Deichlinien; außerdem Warften.

### Klima
Das Gemeindegebiet von Emmelsbüll-Horsbüll wird gemäß der  Effektiven Klimaklassifikation nach Köppen und Geiger zur Klasse „Cfb“ gerechnet. Die Jahresdurchschnittstemperatur beträgt 8,3 °C. Die jährliche Niederschlagsmenge beträgt im Mittel 825 mm.

## Geschichte
Erste Siedlungsspuren stammen aus der Völkerwanderungszeit.

### Horsbüll
Horsbüll, heute der kleinere der beiden Orte, wurde 1231 erstmals im Waldemar-Erdbuch als Mittelpunkt der damaligen Horsbüllharde erwähnt. Die Kirche stammt aus dieser Zeit. Sturmfluten erzwangen wiederholt die Rückversetzung des Deichs. Auf diese Weise verschwand im Laufe der Jahrhunderte der westliche Teil der Horsbüllharde, so dass die Horsbüller Kirche seit 1805 direkt am Deich steht. Heute liegt dahinter allerdings nicht mehr die Nordsee, sondern der Friedrich-Wilhelm-Lübke-Koog. Außer dem halligartigen alten Dorfkern rund um die Kirche gehören zu Horsbüll das Straßendorf Neu-Horsbüll, Humwerthusum und Diedersbüll.
Den Namen erklärt eine Sage, nach der bei einer großen Sturmflut an der Stelle, wo heute die Horsbüller Marienkirche steht, ein Landeigner von seinem Pferd (= Hors) aus den Fluten gerettet worden sein soll. Büll ist im friesischen Raum häufig vertreten und bedeutet Siedlung, Dorf. Bei J. A. Petersen finden sich weitere Versionen zur Entstehung des Ortsnamens.

### Emmelsbüll
Emmelsbüll am südlichen Rand der Wiedingharde wurde ebenfalls erstmals im Waldemar-Erdbuch erwähnt. Es bestand außer dem Dorfkern mit der Kirche aus mehreren auf Warften liegenden Höfen, darunter dem ehemals adeligen Gut Toftum. Durch die Gewinnung des Kleinen Emmelsbüller Koogs 1554 und des Gotteskoogs 1566 erweiterte sich das zur Gemeinde gehörende Gebiet. Ab den 1950er Jahren wurde das Dorf durch mehrere Neubaugebiete vergrößert.
In Südwesthörn, wo heute ein Schöpfwerk das im Sielzug (Alter Sielzug) gesammelte Wasser aus dem Gotteskoog und dem Alten Wiedingharder Koog in die Nordsee entwässert, befand sich bis ins 20. Jahrhundert hinein ein kleiner Hafen.

### Gemeindebildung
Am 1. Februar 1974 wurden die damaligen Gemeinden Emmelsbüll und Horsbüll zur neuen Gemeinde Emmelsbüll-Horsbüll zusammengeschlossen.

### Einwohnerentwicklung
|            | 1845 | 1885 | 1900 | 1925 | 1933 | 1939 | 1961 | 1970 | 2004 | 2008 | 2011 |
| ---------- | ---- | ---- | ---- | ---- | ---- | ---- | ---- | ---- | ---- | ---- | ---- |
| Horsbüll   | 0436 | 0418 | 0413 | 0410 | 0400 | 0646 | 0394 | 0449 |      |      |      |
| Emmelsbüll | 0797 | 0862 | 0792 | 0750 | 0819 | 1086 | 0957 | 0947 |      |      |      |
| gesamt     | 1233 | 1280 | 1205 | 1160 | 1219 | 1732 | 1351 | 1396 | 1051 | 0984 | 0936 |

Quellen: 1845, 1900, 1885, 1925, 1933 und 1939, 1961 und 1970, 2008
Erläuterungen:
- Die Zunahme zwischen 1933 und 1939 erklärt sich durch die Einrichtung von Lagern des Reichsarbeitsdienstes (RAD).

## Politik

### Gemeindevertretung
Die im Zuge der Kommunalwahlen in Schleswig-Holstein 2023 durchgeführte Gemeindewahl am 14. Mai 2023 brachte für Emmelsbüll-Horsbüll folgendes Ergebnis:
Die Aktionsgemeinschaft der Wähler (ADW) erhielt 44,6 Prozent der Stimmen und 5 Sitze im Gemeinderat, die Kommunale Wählervereinigung Emmelsbüll-Horsbüll (KWEH) 29,6 Prozent (3 Sitze) und die Aktuelle Arbeitsgemeinschaft für Kommunalpolitik (AAE-H) 25,8,Prozent (3 Sitze). Die Wahlbeteiligung lag bei 57,6 Prozent.

### Bürgermeister
In der Wahlperiode 2023–2028 ist Hans Harro Nissen Bürgermeister.

### Gemeindepartnerschaften
Partnergemeinde ist seit 2000 Unteregg im Landkreis Unterallgäu.

## Kultur und Sehenswürdigkeiten
- Liste der Kulturdenkmale in Emmelsbüll-Horsbüll

Die Horsbüller Marienkirche aus dem frühen 13. Jahrhundert ist die älteste Kirche der Wiedingharde. Heute liegt sie direkt neben dem 1802 zurückversetzten Deich. Der Turm ersetzte 1897 einen abgebrannten Vorgänger.

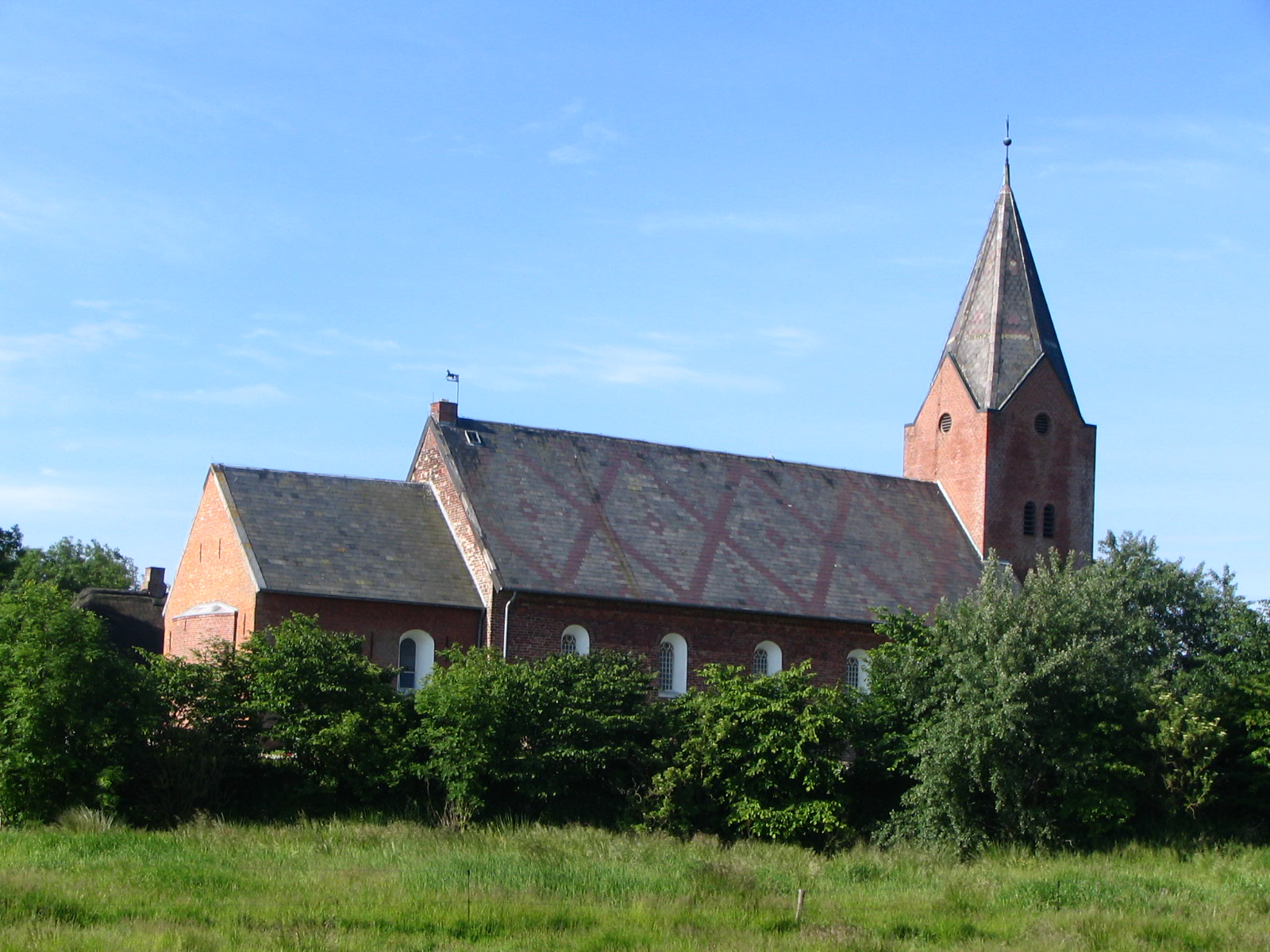
Marienkirche zu Horsbüll

Emmelsbüll besitzt mit der Rimbertikirche von 1768 eine sehenswerte Kirche.

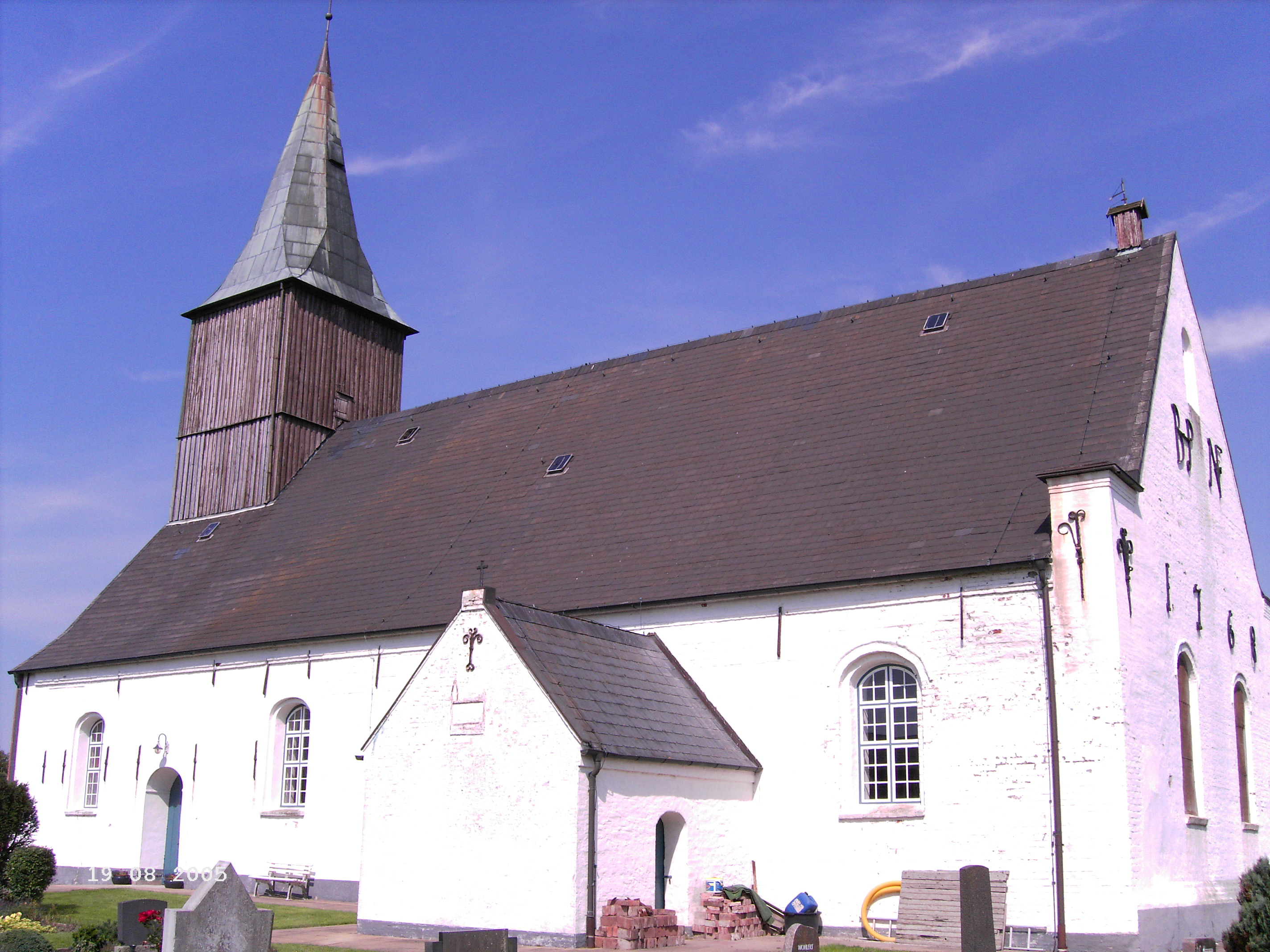
Rimbertikirche zu Emmelsbüll
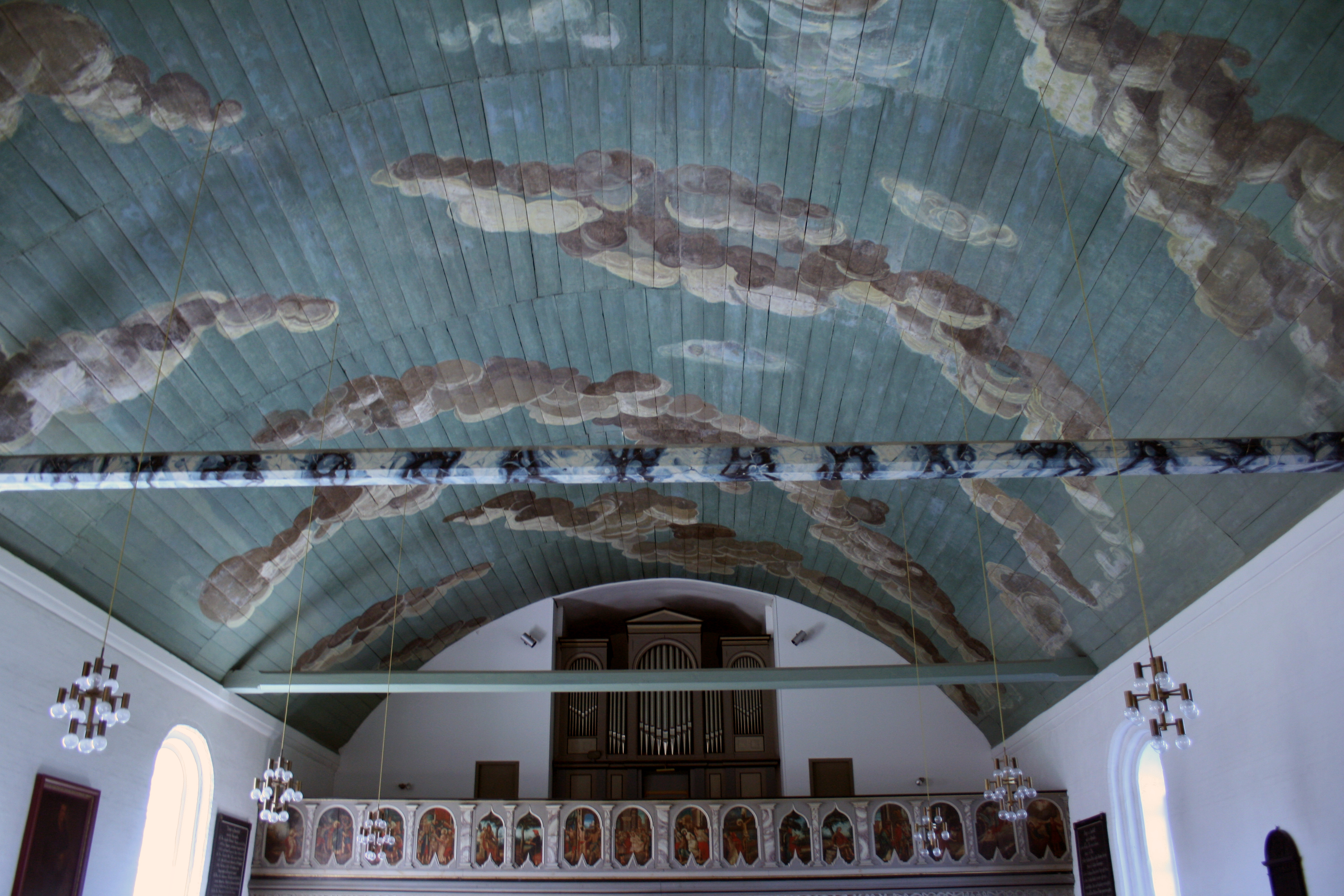
Gewölbe und Orgel
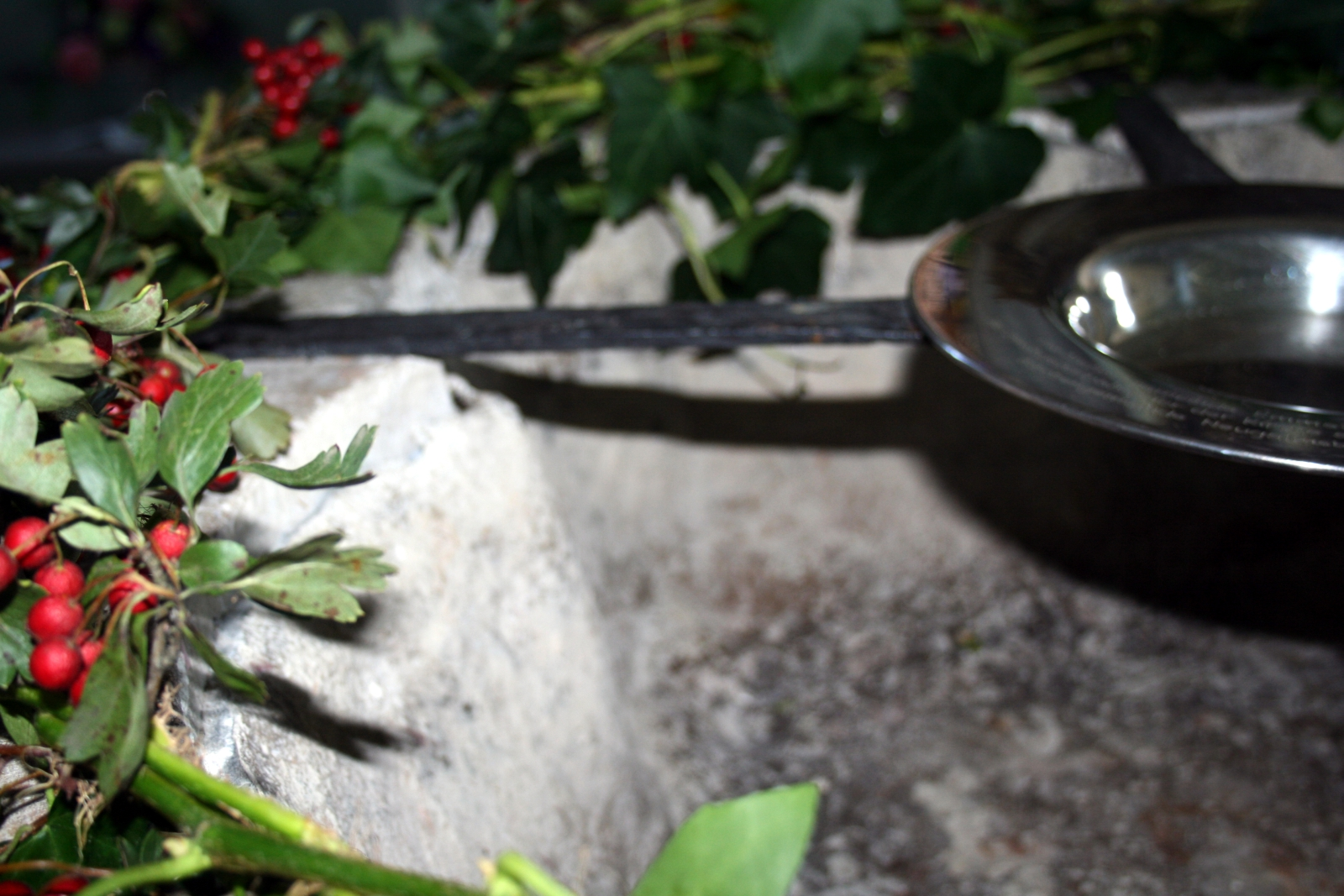
Bleiverschaltes Taufbecken
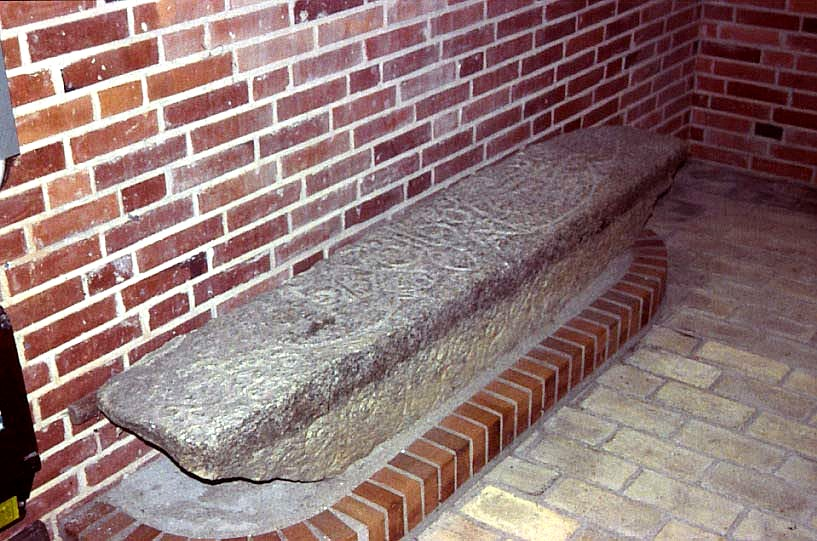
Alter Türsturz mit Ritzzeichnungen

## Wirtschaft und Infrastruktur
Die Gemeinde ist landwirtschaftlich geprägt, die Haupteinnahmequellen sind jedoch ein muschelverarbeitender Betrieb und Windenergieanlagen. Ähnlich wie in Galmsbüll gibt es ein Projekt Bürgerwindpark.
Viele Einwohner leben vom Tourismus, sei es durch die Vermietung von Ferienwohnungen, sei es durch Arbeitsplätze auf Sylt.
Bei der Deicherhöhung des Friedrich-Wilhelm-Lübke-Koogs wurde Klei von Feldern entnommen, da das Naturschutzgesetz Kleientnahme, d. h. das Ausbaggern des Wattbodens, vor dem Deich nicht mehr erlaubt. Dort, wo Klei entnommen wurde, befindet sich heute eine Seenplatte, die zunehmend touristisch genutzt wird (Badestelle, Angelteich) und auch von Zugvögeln als Rastplatz angenommen wird.
Bis in die 1980er Jahre existierte ein Bahnhof der Marschbahn (Emmelsbüll). Wie in vielen anderen Dörfern auch ist die Infrastruktur in den vergangenen Jahrzehnten stark beschnitten worden. Im Gemeindegebiet liegt der rein für Zugkreuzungen genutzte Betriebsbahnhof Lehnshallig.
Durch Emmelsbüll-Horsbüll verläuft die Landesstraße 6 von der dänischen Grenze nach Ost-Bordelum zur Bundesstraße 5.

### Bildung, Schulen
Am 11. Mai 1967 wurde der Schulneubau, der die alte, gegenüber der Kirche gelegene Schule ablöste, als Dörfergemeinschaftsschule Emmelsbüll-Horsbüll-Marienkoog eingeweiht. Zum Neubau gehörten auch eine Turnhalle und ein Freibad sowie eine Hausmeisterwohnung. 1977 wurde aufgrund der zurückgegangenen Schülerzahlen der Hauptschulbetrieb nach Neukirchen verlegt. Dafür wurden die Grundschüler(innen) aus Klanxbüll und dem Friedrich-Wilhelm-Lübke-Koog hier eingeschult. 1983 wurde die letzte Hauptschulklasse entlassen. Die 1973 eingerichtete Vorklasse wurde 1998 aufgelöst. Aufgrund weiter zurückgehender Schülerzahlen wurde die Schule mit Ablauf des Schuljahres 2009/2010 geschlossen.
Die Grund- und Regionalschule befindet sich in Neukirchen. Weiterführende Schulen befinden sich in Niebüll.

### Südwesthörn

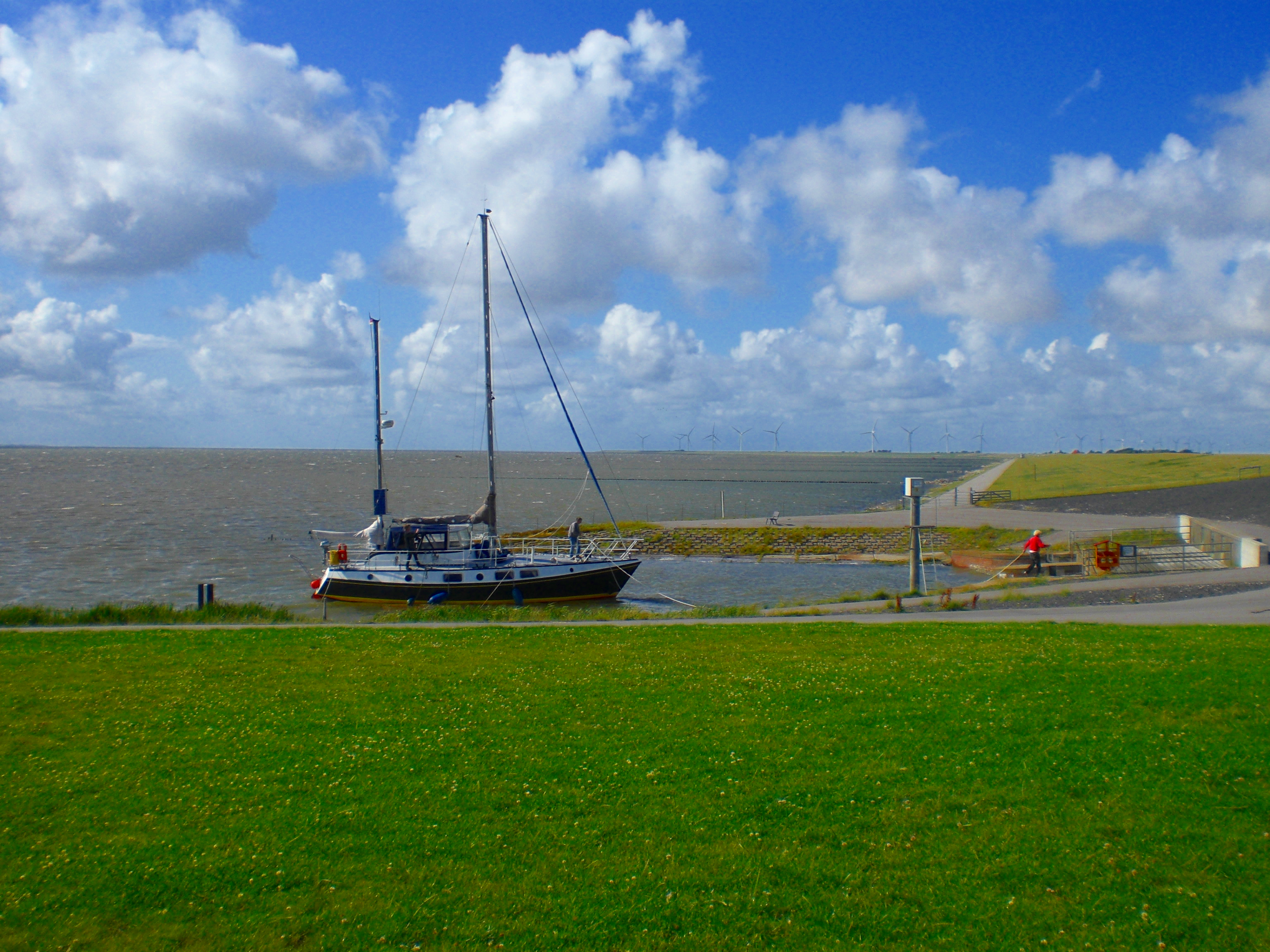
Südwesthörn

Am Außendeich südlich des Schöpfwerks Südwesthörn befindet sich die Badestelle Südwesthörn (⊙). Hier findet man eine Liegewiese mit Strandkörben, eine öffentliche Dusche und einen Steg in das Wattenmeer. Ursprünglich befand sich an dieser Stelle ein kleiner Hafen, in den aktuellen Seekarten ist dieser noch verzeichnet. Bis 1977 befand sich an der Stelle des Schöpfwerkes Südwesthörn ein Siel in Form eines (geschlossenen) Ständersiels. Bei Niedrigwasser wurden die Sieltore zur Entwässerung des Binnenlandes geöffnet, bei Hochwasser wurden sie geschlossen. Das Schöpfwerk Südwesthörn verfügt über vier elektrisch betriebene Pumpen mit einer Gesamtförderleistung von 12.000 Litern/Sekunde.
Von hier aus finden geführte Wattwanderungen in den Nationalpark Wattenmeer statt.

## Mit Emmelsbüll-Horsbüll verbundene Persönlichkeiten
- Jens Adsen (~1685–1737), Lehns- und Deichvogt auf Diedersbüll

- Friedrich Jacobsen (1853–1919), Schriftsteller und Jurist, in Emmelsbüll geboren

- Christian Mommsen (1868–1927), in Toftum geboren, Diplomlandwirt und Tierzuchtdirektor in der Provinz Sachsen
- Friedhelm Rathjen (* 1958), Autor und Übersetzer, lebt und arbeitet in Emmelsbüll-Horsbüll.
- Christian A. Schwarz (* 1960), evangelischer Theologe und Publizist, lebt in der Gemeinde.
- Gunnar Uldall (1940–2017), Senator für Wirtschaft und Arbeit in Hamburg, lebte zeitweise in Horsbüll und stiftete der Marienkirche in Horsbüll zwei Steintafeln mit den zehn Geboten als Vermächtnis.